# 위위
위위(衛尉)는 고대 중국의 관직이다.

## 진, 전한
진나라 때부터 존재했다. 구경의 하나로서 궁궐 문을 지키는 군인들을 관할했다. 전한 경제 때 중대부령(中大夫令)으로 개칭되었으나 곧 위위로 돌아갔다. 거느린 부하 직원은 다음과 같았다.
- 공차사마령(公車司馬令)
- 위사령(衛士令) 3인
- 여분령(旅賁令)
- 둔위후(屯衛侯)
- 사마(司馬) 22인
- 장락위위(長楽衛尉), 건장위위(建章衛尉), 감천위위(甘泉衛尉): 비상설

## 후한
후한에서도 계속 설치되었다. 정원은 1명이고 녹봉은 중2천석. 승(丞)이 1명(비천석)이 배치되었다. 속관에는 아래의 것이 있다. (괄호 안은 질록이다.)
- 公車司馬令 1명(600석) - 公車司馬丞 1명, 公車司馬尉 1명
- 南宮衛士令 1명(600석) - 南宮衛士丞 1명
- 北宮衛士令 1명(600석) - 北宮衛士丞 1명
- 左右都候各 1명(600석) - 左右都候丞各 1명
- 南宮南屯司馬 1명(600~1,000석) - 員吏 9명, 衛士 102명: 平城門을 관할
- 宮門蒼龍司馬 1명(600~1,000석) - 員吏 6명, 衛士 40명: 東門을 관할
- 玄武司馬 1명(600~1,000석) - 員吏 2명, 衛士 38명: 玄武門을 관할
- 北屯司馬 1명(600~1,000석) - 員吏 2명, 衛士 38명: 北門을 관할
- 北宮朱爵司馬 1명(600~1,000석) - 員吏 4명, 衛士 124명: 南掖門을 관할
- 東明司馬 1명(600~1,000석) - 員吏 13명, 衛士 180명: 東門을 관할
- 朔平司馬 1명(600~1,000석) - 員吏 5명, 衛士 117명: 北門을 관할

북제 때 위위시(衛尉寺)를 설치하고 그 장관을 위위시경 혹은 위위경(衛尉卿)이라 하였다. 부관은 위위소경(衛尉少卿)이다.